# باروخ جولدشتاين
باروخ كوبل غولدشتاين (عبرية: ברוך קופל גולדשטיין; 9 ديسمبر 1956 – 25 فبراير 1994) متطرف ديني يهودي وطبيب أمريكي إسرائيلي، ارتكب مذبحة الحرم الإبراهيمي في مدينة الخليل الفلسطينية في 1414 هـ / الموافقة لـ 25 فبراير 1994 التي قام بها بتواطؤه مع عدد من اليهود في حق المصلين، حيث أطلق النار على المصلين المسلمين في المسجد الإبراهيمي أثناء أدائهم صلاة الفجر يوم الجمعة في منتصف شهر رمضان، وقتل 29 مصلياً وجرح 150 آخرين قبل أن ينقض عليه مصلون آخرون ويقتلوه.
كان غولدشتاين من مؤيدي حزب كاخ، وهو حزب صهيوني ديني صنفته الولايات المتحدة والاتحاد الأوروبي ودول أخرى كمنظمة إرهابية.

## نشأته
ولد باروخ جولدشتاين في ديسمبر 1956 في حي بروكلين بنيويوروك لعائلة يهودية أرثوذكسية متشددة. تابع دروسا دينية في يشيفا كما تابع دروسا في الطب في معهد ألبرت انشتاين التابعة لجامعة بشيفاوهي جامعة خاصة يهودية وعمل في مستشفى بدوكريل في بروكلين بعد تخرجه منها.

## الانتماء السياسي
كان باروخ متعاطفا مع التيار المتشدد للصهيونية الدينية. كان عضوا في Jewish Defense League المتشددة والمحسوبة على اليمين المتطرف والتي أسسها مائير كاهانا وأصبح واحدا من قادتها. هاجر إلى إسرائيل وعمل في جيشها كطبيب ومن ثم كاحتياطي. عرف عنه رفضه لمدواته لغير اليهود وحتى لو كانوا يخدمون في الجيش. تم تهديده بأن تتم محاكمته عسكريا لكنه أجاب بأن لا يعترف إلا سلطتين دينيتين: مائير كاهانا وموسى بن ميمون. بعد خروجه من الجيش استقر في مستوطنة كريات أربع بالخليل حيث اشتغل بمهنة الطب.

## مذبحة الحرم الإبراهيمي
في 25 فبراير 1994 قام باروخ بإطلاق النار بواسطة سلاح آلي على المصلين في المسجد الإبراهيمي أثناء أدائهم الصلاة فجر الجمعة في منتصف شهر رمضان. كان ذلك اليوم يوافق يوم بوريم الذي يحتفل به الحاخامات اليهود، ويعتبر كتاب: الجمعة الدامية- عقيدة غولدشتاين هو الكتاب الوحيد حتى الآن الذي يوثق لهذه المجزرة، وألفه الإعلامي عبد الرحمن طهبوب بالمشاركة مع عامر طهبوب ومازن حماد، وصدر الكتاب عن دار الهدف للإعلان والنشر في عمان عام 1995 وأعيد طبعه في فلسطين.
هاجمه المصلون وفقد وعيه بعد أن ضرب بواسطة طفاية حريق ومن ثم قتل من قبل الجرحى الفلسطينيين. أصبح باروخ الإرهابي بطلا لدى اليمين المتطرف أمثال إيتمار بن غفير وخصوصا لدى الشريحة الدينية منه كما يقام احتفاليات على شرفه في مقبرة كريات أربع التي دفن فيها.